# 光彩長尾風鳥
光彩長尾風鳥（學名：Astrapia splendidissima）是一種中小型天堂鳥，長約39厘米。雄性頭部與腹部呈黃綠色，喉部呈藍綠色，翅膀呈黑色，尾羽呈白色。 雌性頭部呈黑色，身體呈棕色。他們分布在新幾內亞中部高地與西部的森林中，主要食物為水果、昆蟲、蜥蜴和青蛙。

## 外部連結
- BirdLife Species Factsheet（页面存档备份，存于）